# Granadilla de Abona
Granadilla de Abona település Spanyolországban, Santa Cruz de Tenerife tartományban. Granadilla de Abona La Orotava, San Miguel de Abona, Vilaflor és Arico községekkel határos. Lakosainak száma 57 143 fő (2024).

## Népesség
A település népessége az elmúlt években az alábbi módon változott:
| Lakosok száma | 21 078 | 30 769 | 36 224 | 39 993 | 42 545 | 43 455 | 46 816 | 50 146 | 52 447 | 57 143 |
|               | 2001   | 2004   | 2007   | 2009   | 2012   | 2014   | 2017   | 2019   | 2022   | 2024   |